# Pat O'Hara Wood
Hector Pat O'Hara Wood (Melbourne, 30 de Abril de 1891 - Melbourne, 30 de Dezembro de 1961) foi um tenista australiano.

## Grand Slams finais

### Simples

#### Títulos (2)
| Ano  | Campeonato      | Oponente      | Placar                  |
| 1920 | Australian Open | Ronald Thomas | 6–3, 4–6, 6–8, 6–1, 6–3 |
| 1923 | Australian Open | Bert St. John | 6–1, 6–1, 6–3           |

### Duplas (5 títulos)
| Year | Tournament      | Partner          | Opponents                    | Score                   |
| 1919 | Australian Open | Ronald Thomas    | James Anderson Arthur Lowe   | 7–5, 6–1, 7–9, 3–6, 6–3 |
| 1919 | Wimbledon       | Ronald Thomas    | Rodney Heath Randolph Lycett | 6–4, 6–2, 4–6, 6–2      |
| 1920 | Australian Open | Ronald Thomas    | Horace Rice Ray Taylor       | 6–1, 6–0, 7–5           |
| 1923 | Australian Open | Bert St. John    | Dudley Bullough Horace Rice  | 6–4, 6–3, 3–6, 6–0      |
| 1925 | Australian Open | Gerald Patterson | James Anderson Fred Kalms    | 6–4, 8–6, 7–5           |